# Owen Horwood
Owen Pieter Faure Horwood (Pietermaritzburg 6 december 1916 - Stellenbosch 13 september 1998) was een Zuid-Afrikaans econoom, hoogleraar en politicus van de Nasionale Party (NP). 

## Biografie
Hij werd geboren in Pietermaritzburg en studeerde commerciële economie aan de Universiteit van Kaapstad (Bachelor of Commerce, gevolgd door een diploma in het verzekeringswezen) en was sinds 1947 aan de universiteit verbonden als docent commerciële economie. In 1954 werd hij hoogleraar in zijn vakgebied, eerst in Kaapstad, daarna te Salisbury (Harare). Hij trouwde met Rhodesische Helen Watt, de schoonzus van Ian Smith, de latere premier van Rhodesië. 
Na zijn terugkeer in Zuid-Afrika was hij hoogleraar in de economie aan de Universiteit van Natal en in 1965 werd hij vicekanselier van die universiteit. Hij combineerde zijn werkzaamheden aan de universiteit met de functie van economisch adviseur van de regering van Lesotho. Vanwege zijn pro-apartheidsopvattingen en zijn autoritaire optreden was hij niet geliefd onder zijn collega's en studenten.
In 1970 nam hij ontslag om senator te worden voor Natal. Premier B.J. Vorster nam hem in 1972 op in zijn kabinet als minister van Toerisme en Indische Zaken. Hij was daarmee een van de weinige Engelstalige ministers in de overwegend Afrikaanssprekende regering. Daarnaast werd hij leider van de Nasionale Party (NP) in Natal, een functie die hij tot zijn pensionering in 1984 bekleedde. In 1974 werd Horwood minister van Handel en Industrie en in 1975 werd hij minister van Financiën. 
Na zijn pensionering was hij tot 1993 voorzitter van de raad van bestuur van Nedbank. Sinds 1997 woonde hij in Stellenbosch waar hij in 1998 overleed aan een hartaanval.
Zijn naam werd genoemd in het Muldergate Schandaal.
Zijn politieke opvattingen lijken in de loop der jaren wat gematigder te zijn geworden.